# 韓良輔
韓良輔（？—1729年），字翼公，陕西甘州（今甘肅張掖）人。清朝政治、军事人物。
父韓成在康熙朝曾當過重慶總兵。韓良輔十五歲時，即隨父殺賊。康熙二十九年（1690年），中式武舉第一。康熙三十年（1691年），中一甲三名武進士，選二等侍衛。後出官陝西延綏遊擊，改遷宜君營參將，任內除盜賊，又命製虎槍，教士卒刺虎法，殺虎百餘隻，任神木副將。雍正元年（1723年），遷天津總兵，賜孔雀翎，擢廣西提督，同李紱在境內開墾荒地，教民種植。累官至廣西巡撫。後因事被免職。雍正七年卒。《清史稿》有传。
季弟韩良卿，官至甘肃提督。

## 延伸阅读
[在维基数据编辑]
 《清史稿/卷299》，出自趙爾巽《清史稿》

### 書目
- 《清史稿》
- 《郎潛紀聞三筆》